# 1955 v hudbě
Tento článek obsahuje události související s hudbou, které proběhly v roce 1955.

## Události
- 15. října – na koncertě Elvise Presleyho v Texasu se jako předkapela objevilo místní duo Buddy a Bob. Buddy nebyl nikdo jiný než pozdější hvězda Buddy Holly.
- 29. října – Premiéra Houslového koncertu a moll Dmitrije Šostakoviče v Petrohradě, sólista David Oistrach
- začala hudební kariéra Bo Diddleye

## Vydaná alba

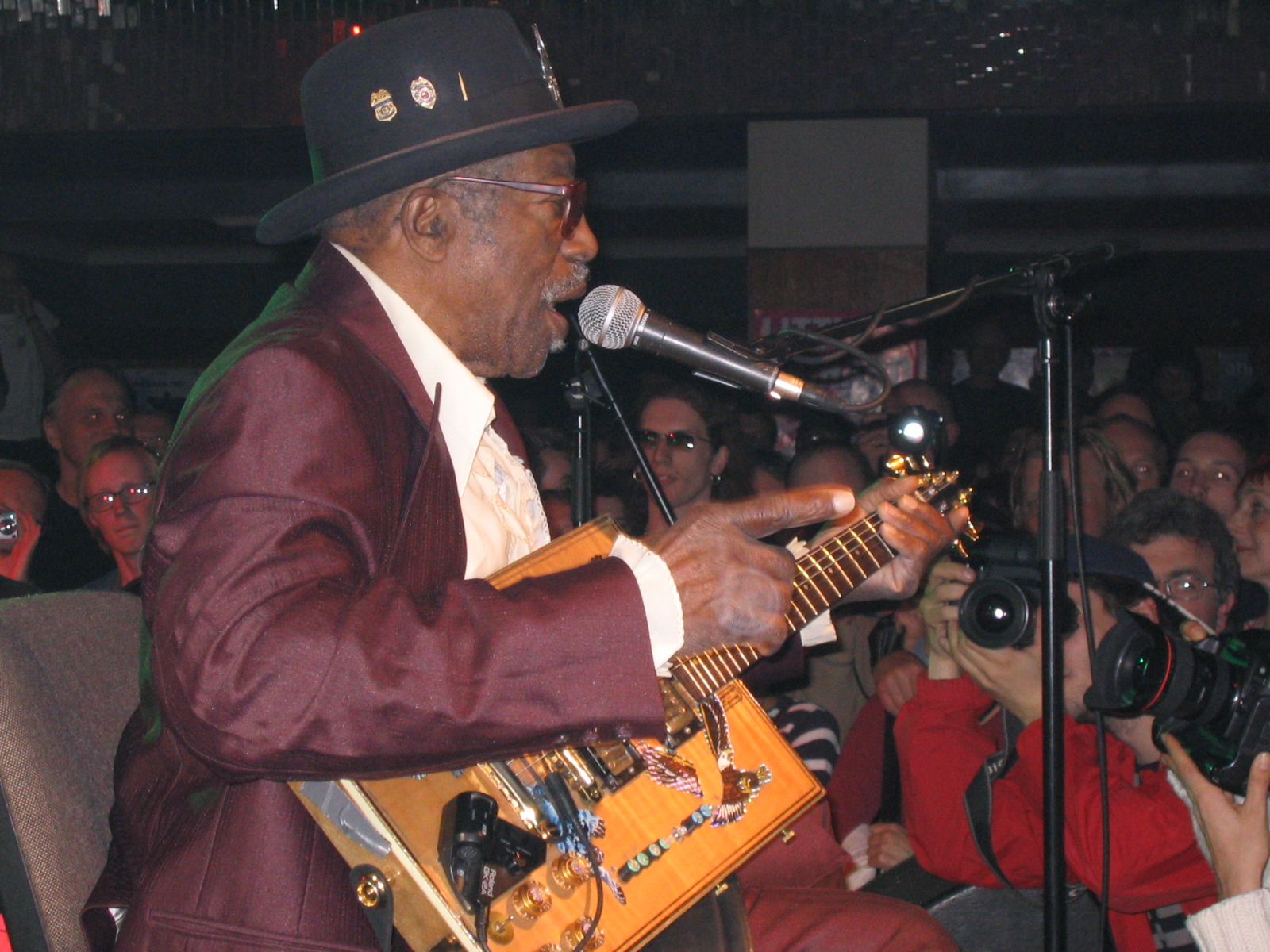
V roce 1955 začala hudební kariéra Bo Diddleye

- At the Cafe Bohemia, Vol. 1 – The Jazz Messengers
- At the Cafe Bohemia, Vol. 2 – The Jazz Messengers
- Day Dreams – Doris Day
- Blue Moods – Miles Davis
- Cloud 7 – Tony Bennett
- Dinner in Caracas – Aldemaro Romero
- Doris Day in Hollywood – Doris Day
- In the Land of Hi–Fi – Sarah Vaughan
- In the Wee Small Hours – Frank Sinatra
- Miles: The New Miles Davis Quintet – Miles Davis
- Musings of Miles – Miles Davis
- Rock Around the Clock – Bill Haley & His Comets
- Satch Plays Fats – Louis Armstrong
- Shake, Rattle and Roll – Bill Haley & His Comets
- Songs from Pete Kelly's Blues – Ella Fitzgerald, Peggy Lee
- Study in Brown – Clifford Brown and Max Roach
- Thelonious Monk plays the Music of Duke Ellington – Thelonious Monk

## Největší hity
- Rock Around the Clock – Bill Haley & His Comets
- Maybellene – Chuck Berry
- Folsom Prison Blues – Johnny Cash
- "Ain't That A Shame" – Fats Domino
- "Earth Angel (Will You Be Mine)" – The Penguins
- "Flip, Flop and Fly" – Big Joe Turner
- "Tutti Frutti" – Little Richard
- "Tweedle Dee" – LaVern Baker

## Vážná hudba
- Bohuslav Martinů – Epos o Gilgamešovi
- Bohuslav Martinů – Koncert pro hoboj
- Dmitrij Šostakovič – Houslový koncert a moll

## Narození
- 26. ledna – Eddie Van Halen
- 31. března – Angus Young ze skupiny AC/DC
- 26. června – Mick Jones ze skupiny The Clash
- 3. září – Steve Jones ze skupiny Sex Pistols
- 7. října – Yo–Yo Ma, hráč na violoncello
- 30. listopadu – Billy Idol
- 15. prosince – Paul Simonon ze skupiny The Clash

## Úmrtí
- 12. března – Charlie Parker, jazzový saxofonista